# Франсес Хоџсон Бернет
Франсес Хоџсон Бернет (енгл. Frances Hodgson Burnett; 1849–1924) је америчка књижевница за децу и одрасле.

## Биографија
Франсес Хоџсон Бернет је рођена у Енглеској у граду Манчестеру. У породици у којој је било петоро деце, она је била треће дете. Када је имала три године, умро јој је отац који је био имућан гвожђар. Породица запада у новчану кризу. Мајка је одлучила да  почне да води радњу. У том периоду бака је често чувала Франсес Хоџсон Бернет и често јој је читала приче и бајке, тако да јој је усадила  љубав према књизи и читању. Када је наступила економска криза проузрокована Америчким грађанским ратом породица је још виће осиромашила. Мајка одлучије да са децом емигрира 1865. године у Сједињене Америчке Државе. Франсес Хоџсон Бернет је како би зарадила новац и помогла породици почела да  пише и објављује своје приче у часописима. У Америци упознаје и лекара Свона Бернета, свог првог мужа са којим ће имати два сина. Њен старији син, Лајонел, умро је од туберкулозе 1890. године. Развела се од Свона Барнета 1898. године, a 1900. године се удала  за Стивена Таунсенда развела од њега 1902. Неколико година касније се преселила у Њујорку, где је умрла 1924. и сахрањена на гробљу Рослин.

## Каријера
Франсес Хоџсон Бернет је у почетку писала књиге за одрасле, али ипак велику славу ће јој донети романи за децу. Након великог успеха првог романа за децу Мали лорд Фонтлерој окренула се писању романа за децу. Позната дела су Мала принцеза и Тајна напуштеног врта, која су убрзо након објављивања постала класици за децу, а рађене су и позоришне представе по тим делима.

### Одабрана дела
Позната дела су:
- Есмералда (Esmeralda, 1882)
- Забављачева кћи (The Showman’s Daughter, 1891)
- Госпа од вредности (A Lady of Quality, 1897)
- Хосеова лепа сестра (The Pretty Sister of José, 1903)
- Зора сутрашњице (The Dawn of a Tomorrow, 1908)
- Џуди О’Хара (Judy O’Hara, 1911)
- Мали лорд Фонтлерој (Little Lord Fauntleroy, 1888)
- Мала принцеза (A Little Princess, 1905)
- Тајна напуштеног врта (The Secret Garden, 1911)